# محلة عبدوخوب
محلة عبدو-خوب حي من الأحياء السكنية في مدينة الموصل القديمة في العراق، يقع إلى الشمال من محلة جامع جمشيد وإلى الشرق من محلة الخاتونية. يعد من المحلات الكبيرة نسبيًا كما ويتميز بارتفاع مستوى أرضه.

## أصل التسمية
أصل اسم الحي يرجع إلى لفظة عربية-فارسية هي عبدو خوب وتعني العبد الصالح إشارة فيما يبدو إلى شخص - هويته مجهولة لنا اليوم - كان يسكن فيها، وسمّي القسم الجنوبي منها (إِشك صويان) (بالتركية: Eşek Soyan)‏ وتعني (سلاّخي الحمير) ويسمّيها العامة (شقصويان)، إذ كان سكانها يستفيدون من جلود الحمير في عدد من الصناعات ومنها الطبول. فسمّيت هذه المحلّة قديمًا بـمحلّة الطبّالين.

## معالم المحلة
- مقبرة الطوالب: كانت موجودة حتى منتصف ستينيات القرن العشرين ثم تم تحويلها إلى منتزه صغير.